# Resolució 729 del Consell de Seguretat de les Nacions Unides
La Resolució 729 del Consell de Seguretat de les Nacions Unides, fou adoptada per unanimitat el 14 de gener de 1992 després de recordar les resolucions 637 (1989), 693 (1991) i 714 (1991), el Consell de Seguretat va acollir amb beneplàcit la celebració d'acords pel govern d'El Salvador i el Frente Farabundo Martí para la Liberación Nacional per posar fi a la Guerra Civil d'El Salvador i la intenció de Secretari General d'acabar amb la Missió d'Observació de les Nacions Unides al Salvador.
El Consell, per tant, va decidir ampliar el mandat de la Missió d'Observadors per incloure la verificació i el seguiment de tots els acords un cop signats a Ciutat de Mèxic, en particular els relatius a la cessació del conflicte armat i l'establiment d'una policia civil nacional. La missió expandida va desplegar 372 militars i 631 oficials de policia, el seguiment d'un acord d'alto el foc va entrar en vigor l'1 de febrer de 1992, i el manteniment de l'orde públic. També va decidir ampliar el mandat de la missió fins al 31 d'octubre de 1992, i el seu futur es revisarà d'acord amb la recomanació del Secretari General.
La resolució també va instar la plena cooperació d'ambdues parts amb la Missió, va reafirmar la missió contínua dels bons oficis del Secretari General i el suport de Colòmbia, Mèxic, Espanya i Veneçuela a la regió.